# Antoni Ishida Kyūtaku
Antoni Ishida Kyūtaku SJ (jap. アントニオ･ピント石田 Antonio Pinto Ishida; Antonius Ishida (Ixida) Kyūtaku, ur. 1569 w Arima, zm. 3 września 1632 w Nagasaki) − błogosławiony Kościoła katolickiego, męczennik, ofiara prześladowań antykatolickich w Japonii, prezbiter, kaznodzieja.

## Geneza męczeństwa
Rozwój chrześcijaństwa w Japonii zapoczątkował w 1549 roku św. Franciszek Ksawery przez swoją działalność misyjną. Korzystając z przychylności władz jego dzieło kontynuowali jezuici portugalscy zakładając seminaria duchowne, kolegia i nowicjat. W 1592 i 1593 roku przybyli z Hiszpanii misjonarze z zakonów franciszkańskich i dominikanie. Rosnące wraz z liczebnością konwertytów wpływy chrześcijan, spory o metody ewangelizacji, a także awanturnictwo rywalizujących ze sobą kupców z Hiszpanii i Portugalii wpłynęły na zmianę stosunku, obawiających się osłabienia swej pozycji siogunów i książąt do chrześcijan. Negatywne nastawienie władz legło u podstaw prześladowań. Po okresie wzmożonej działalności misyjnej Kościoła katolickiego, według szacunków przed pierwszą falą prześladowań liczył około siedemset tysięcy wyznawców, a w 1613 roku w Japonii religię tą wyznawało ciągle czterysta tysięcy osób, gdy siogun Hidetada Tokugawa wydał dekret na mocy którego pod groźbą utraty życia wszyscy misjonarze mieli opuścić kraj, a praktykowanie i nauka religii zostały zakazane. Dekret zapoczątkował trwające ponad 200 lat krwawe prześladowania chrześcijan.

## Życiorys
Antoni Ishida Kyūtaku pochodził z rodziny katolickiej. Nauki pobierał oddany na wychowanie w szkole misyjnej. Do Towarzystwa Jezusowego wstąpił w styczniu 1589 roku. Studiował teologię, a otrzymaniu w 1612 roku święcenia kapłańskie dzięki talentowi oratorskiemu i znajomości japońskiej mentalności został cenionym kaznodzieją. Po prześladowaniach 1597 roku jego działalność zaowocowała nawróceniami i powrotami apostatów. Powołanie realizował ukrywając stan duchowny, docierając do więzionych za wyznawanie wiary katolickiej.
W czasie prześladowań aresztowano go w listopadzie 1629 roku, gdy udawał się z posługą do chorego w Nagasaki. Przez dwa lata więziony był w Ōmurze, a później na powrót w Nagasaki. Apostołował wśród współwięźniów przygotowując ich do śmierci. Dzięki znajomości doktryn religijnych zyskał uznanie w czasie przesłuchań, odbywających się w obecności gubernatora. Odmówił zachowania neutralności, która mogła ocalić mu życie gdyż uznał, że taka postawa byłaby równoznaczna z apostazją. 
Wobec prezentowanego stanowiska został skazany na tortury przez bicie, podtapianie, wystawianie na słoneczny skwar, polewanie poranionego gorącą wodą siarczaną, a 3 września 1632 roku żywcem spalony z pięcioma współtowarzyszami: Bartłomiejem Gutierrezem, Franciszkiem od Jezusa Ortega, Gabrielem od św. Magdaleny, Hieronimem od Krzyża, Wincentym Carvalho.

## Beatyfikacja
Dzienna rocznica śmierci jest dniem, kiedy wspominany jest w Kościele katolickim.
Antoni Ishida Kyūtaku znalazł się w grupie Alfonsa z Navarrete i 204 towarzyszy beatyfikowanych 7 lipca 1867 roku w Rzymie przez papieża Piusa IX.